# Platanthera micrantha
Platanthera micrantha là một loài thực vật có hoa trong họ Lan. Loài này được (Hochst.) Schltr. miêu tả khoa học đầu tiên năm 1920.